# ایکوما کازوماسا

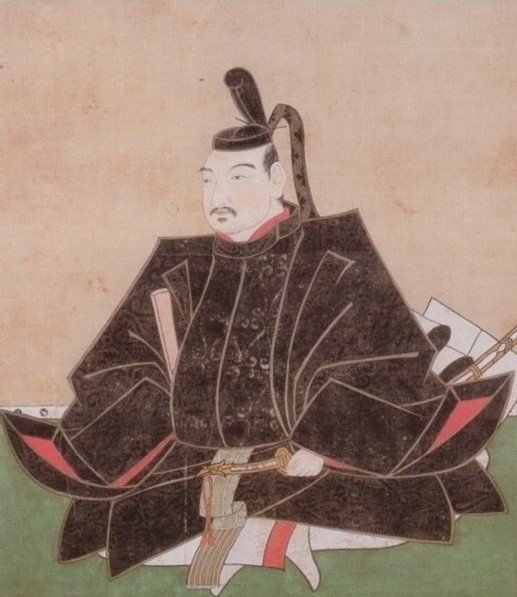
ایکوما کازوماسا، یک دایمیو در دورهٔ سنگوکو

ایکوما کازوماسا (به ژاپنی: 生駒 一正 いこま かずまさ Ikoma Kazumasa) (۱۵۵۵ – ۱۱ مه، ۱۶۱۰) یک دایمیو در دوره سنگوکو و اوایل دوره ادو بود. او ابتدا به خاندان تویوتومی خدمت می‌کرد سپس به خدمت خاندان توکوگاوا در آمد.